# Cathédrale Notre-Dame-de-l'Assomption de Pesaro
La cathédrale de Pesaro ou cathédrale Notre-Dame-de-l'Assomption (en italien : chiesa di Santa Maria Assunta) est une église catholique romaine située à Pesaro, en Italie. Il s'agit de la cathédrale de l'archidiocèse de Pesaro.

## Histoire
L’édifice actuel est très ancien : la présence de deux pavés ornés de mosaïque posés l’un sur l’autre atteste l’existence de deux églises paléochrétiennes, la première remontant au IVe siècle, la seconde à la seconde moitié du VIe siècle. La première fut détruite au cours de la dernière guerre des Goths (535-553). L’église devint cathédrale, c'est-à-dire siège épiscopal, au cours du VIIe siècle, à l'occasion de la translation des reliques du saint patron de Pesaro, saint Térence, à qui la cathédrale était initialement dédiée. L’église bénéficia de dons des princes de Malatesta et de Sforza.
Elle sera par la suite entièrement reconstruite dans le style baroque, avec pour conséquence la destruction de l’abside, du campanile, du baptistère et du portique du parvis, et consacrée à Marie de l'Assomption en 1663. Entre la fin du XIXe siècle et le début du XXe siècle l’intérieur de l’édifice sera réaménagé dans le style néo-classique par Giovanni Battista Carducci (it) et Luigi Galli, qui lui donneront sa physionomie actuelle.

## Galerie

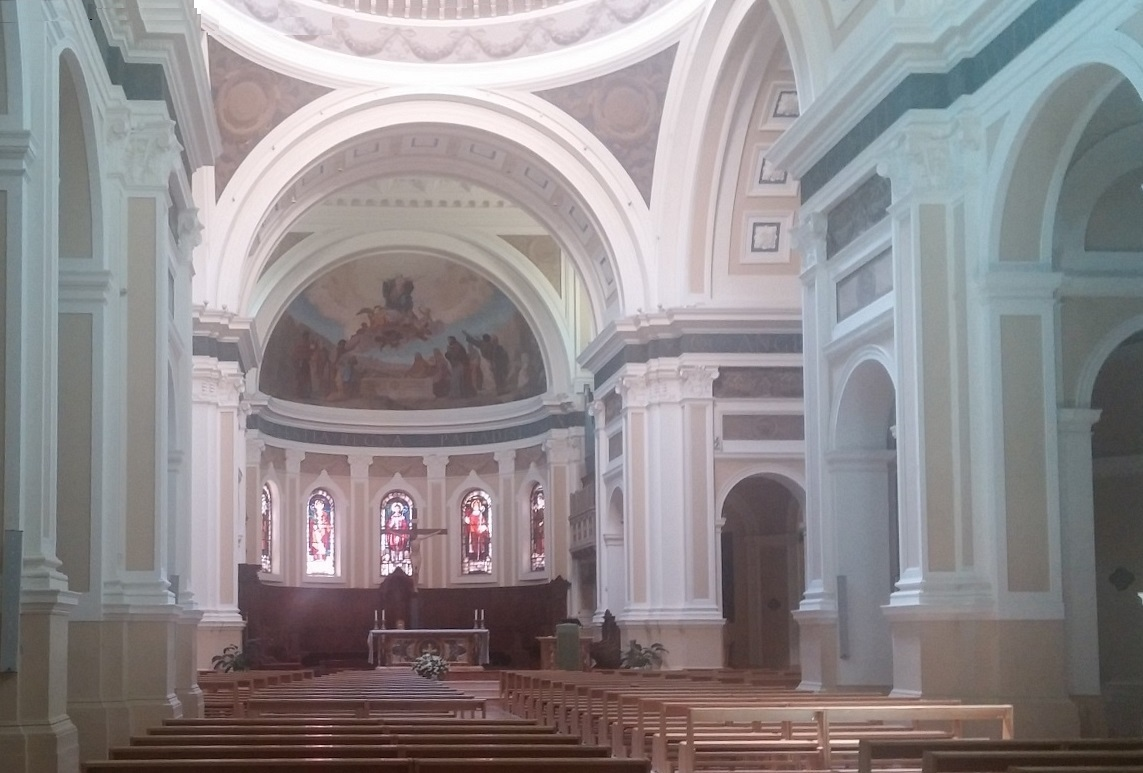
L'intérieur de la cathédrale.
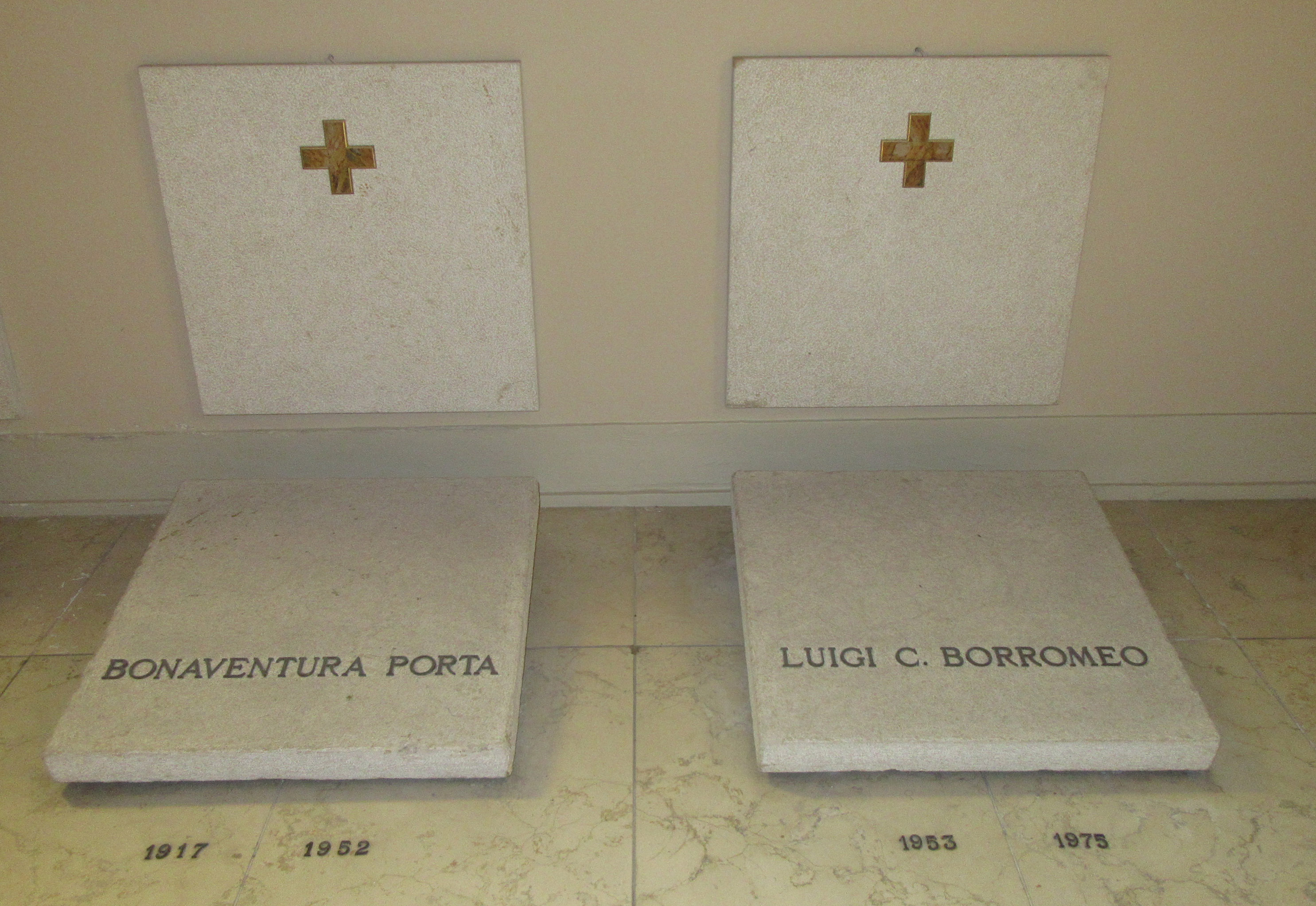
Tombeaux des évêques Porta et Borromeo dans l'une des chapelles.
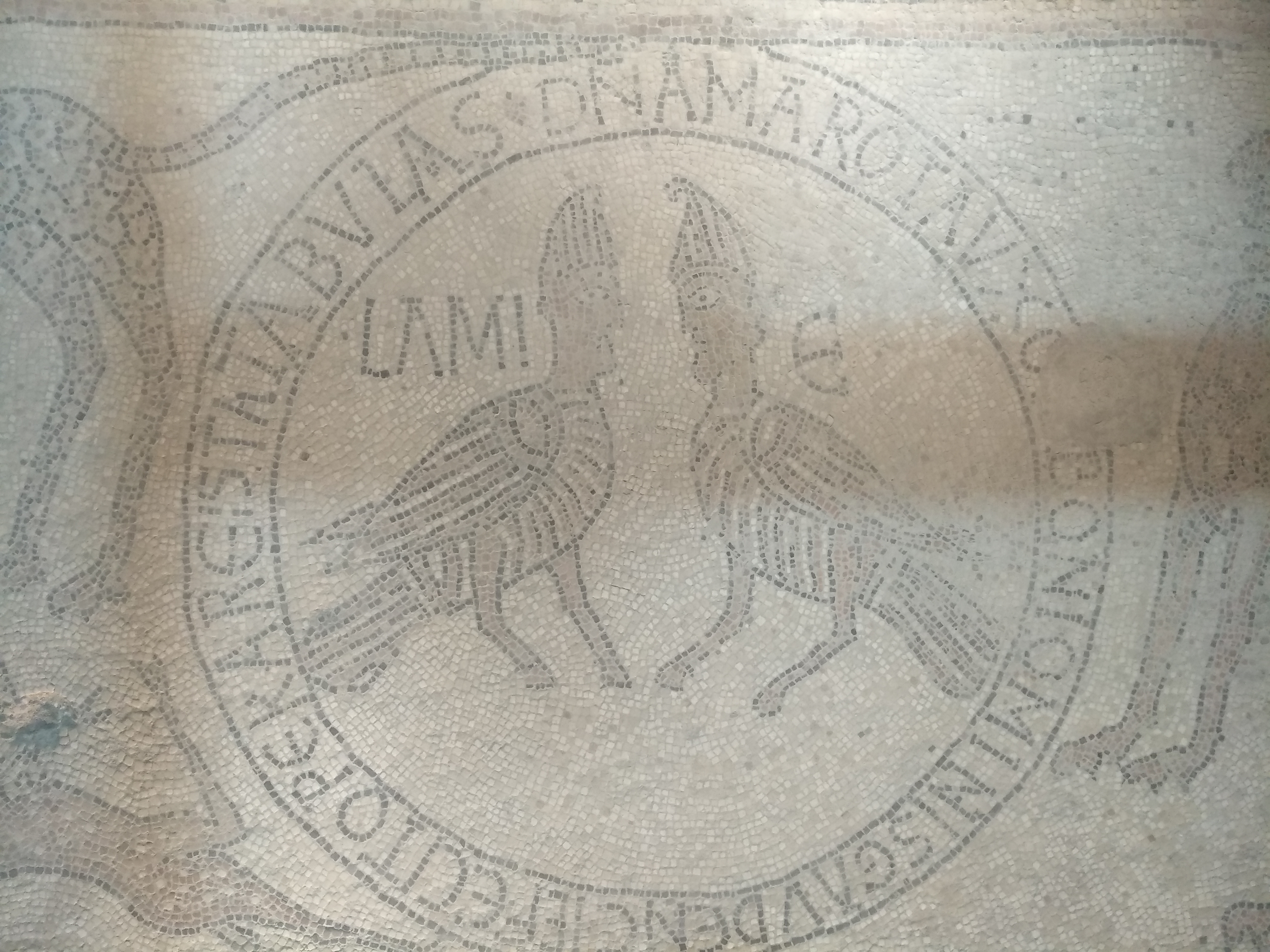
Mosaïque du sol d'origine.

### Articles liés
- Archidiocèse de Pesaro
- Pesaro
- Liste des cathédrales d'Italie